# بطولة العالم للسيكلو كروس 2021
بطولة العالم للسيكلو كروس 2021 (بالإنجليزية: 2021 UCI Cyclo-cross World Championships)‏ هو الموسم 72 من بطولة العالم للسيكلو كروس، بدأ بسباق نخبة السيدات في30 يناير، وانتهى بسباق نخبة الرجال في 31 يناير.

## الفرق
| فرق وطنية (18)- فريق بلجيكا لسباق الدراجات‏ - فريق هولندا لسباق الدراجات ‏ - فريق فرنسا لسباق الدراجات‏ - فريق إيطاليا لسباق الدراجات‏ - فريق بولندا لسباق الدراجات‏ - فريق المملكة المتحدة لسباق الدراجات‏ - فريق إسبانيا لسباق الدراجات‏ - فريق سويسرا لسباق الدراجات‏ - فريق الدنمارك لسباق الدراجات ‏ - فريق التشيك لسباق الدراجات‏ - فريق الولايات المتحدة الوطني للدراجات‏ - فريق لوكسمبورغ لسباق الدراجات‏ - فريق كندا لسباق الدراجات‏ - فريق سلوفاكيا لسباق الدراجات‏ - فريق النمسا لسباق الدراجات‏ - فريق ألمانيا لسباق الدراجات‏ - فريق أستراليا لسباق الدراجات‏ - فريق المجر لسباق الدراجات‏ |  |
| |  |

## السباقات
| 30 يناير | no flag سباق بطولة دراجات دولي ‏ | لوسيندا براند     | Annemarie Worst ‏  | Denise Betsema ‏ |
| 30 يناير | no flag سباق بطولة دراجات دولي ‏ | Pim Ronhaar ‏      | Ryan Kamp ‏        | Timo Kielich ‏   |
| 31 يناير | no flag سباق بطولة دراجات دولي ‏ | ماثيو فان دير بيل | فاوت فان آرت      | Toon Aerts ‏     |
| 31 يناير | no flag سباق بطولة دراجات دولي ‏ | Fem van Empel ‏    | Aniek van Alphen ‏ | Blanka Vas ‏     |

## وصلات خارجية
- الموقع الرسمي